# براین (نوازنده)
براین (انگلیسی: Brain؛ زادهٔ ۴ فوریهٔ ۱۹۶۳) طبل‌زن اهل ایالات متحده آمریکا است. وی از سال ۱۹۸۴ میلادی تاکنون مشغول فعالیت بوده‌است.